# Elena, Duquesa de Lugo
Elena, Duquesa de Lugo (em castelhano:  Elena María Isabel Dominica de Silos; Madrid, 20 de dezembro de 1963) é a filha primogênita dos reis eméritos de Espanha, Juan Carlos I (que reinou como monarca espanhol de 1975 a 2014) e Sofia da Grécia, e terceira na linha de sucessão ao trono espanhol. Ela tem uma irmã mais nova, Cristina, e um irmão mais novo, o rei Filipe VI.

## Primeiros anos

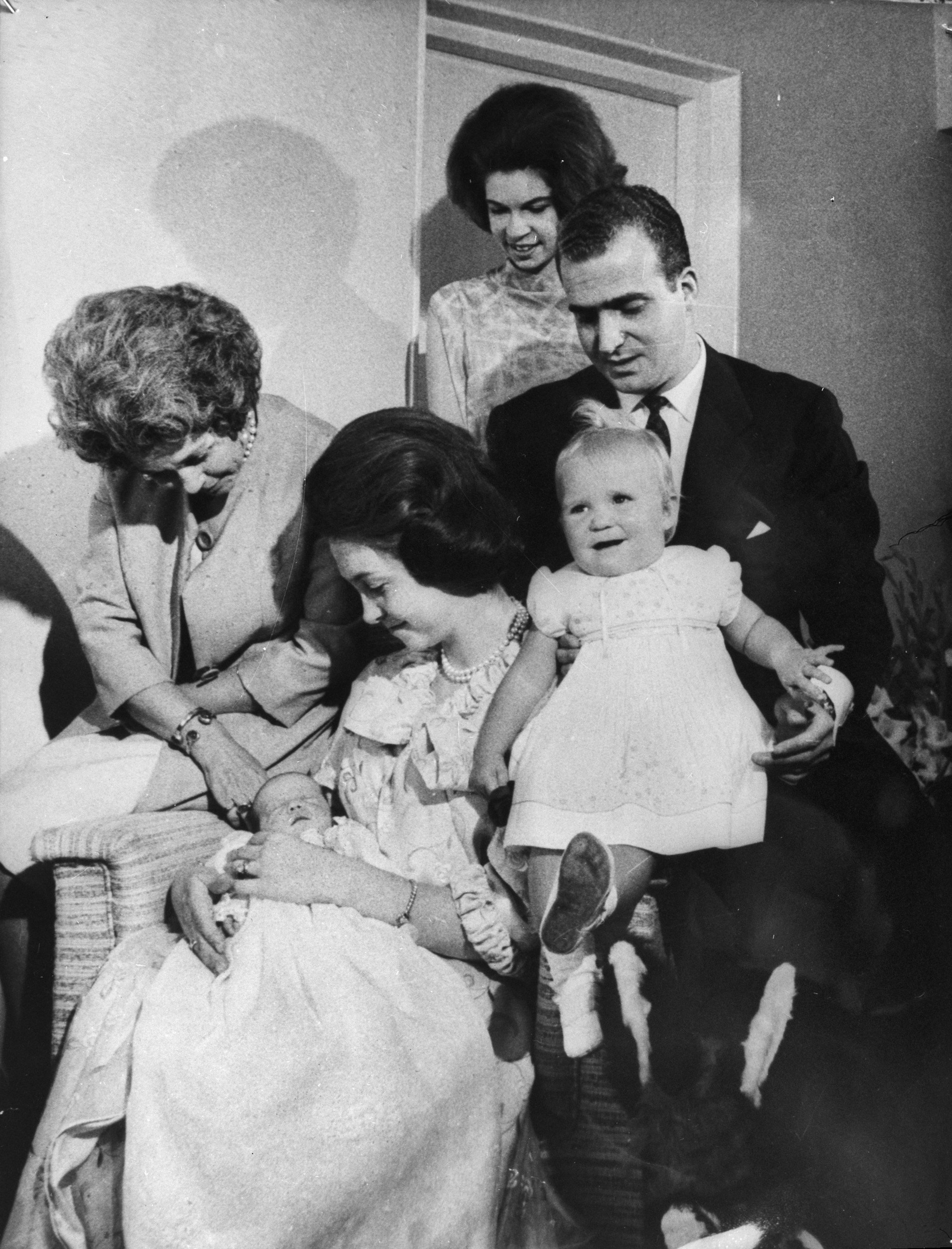
Elena (no colo de seu pai Juan Carlos) com a mãe Sofia (com a irmã infanta Cristina nos braços) e sua avó e tia maternas, Frederica e Irene da Grécia, em 1965.

Elena nasceu em 20 de dezembro de 1963, sendo a filha primogênita dos, então, príncipes da Espanha Juan Carlos e Sofia (nascida uma princesa da Grécia e Dinamarca). Sua mãe era filha dos reis Paulo e Frederica da Grécia, enquanto seu pai era neto do, então, último rei espanhol Afonso XIII.
Na altura de seu nascimento, o chefe de Estado da Espanha era o ditador Francisco Franco; a monarquia havia sido abolida em 1931 e, após a Guerra Civil Espanhola, ela foi restaurada em 1947, mas Franco permaneceu como chefe de Estado (caudillo) até 1975, quando o pai de Elena, Juan Carlos, subiu ao trono.
A duquesa de Lugo, então apenas infanta da Espanha foi batizada no Palácio da Zarzuela, tendo como padrinhos sua avó paterna, a Condessa de Barcelona e o Duque da Galliera.

## Educação
Educada no Colegio de Santa María del Camino, Elena de Bourbon estudou educação básica na Escola Universitária ESCUNI, em Madrid. Diplomou-se, em 1986, como professora de Educação Geral Básica, na especialidade de filologia inglesa.
Trabalhou até junho de 1987 como professora de inglês no mesmo colégio em que tinha estudado. No ano seguinte, logo depois de seu aperfeiçoamento em francês na Sorbonne, em Paris, Elena realizou um curso especializado na Universidade de Exeter, no Reino Unido, que a levou a concentrar-se na educação primária, inclusive para crianças com necessidades especiais.
Ela completou sua educação superior pela Universidade Pontifícia Comillas, em Madrid, onde obteve uma licenciatura em pedagogia em junho de 1993.

## Casamento e filhos
O noivado de Elena foi anunciado em 23 de novembro de 1994.
No dia 18 de março de 1995, celebrou-se, na Catedral de Sevilha, o matrimónio da infanta Elena com Jaime de Marichalar, filho do Conde e da Condessa de Ripalda. O rei então concedeu à sua filha o título de "Duquesa de Lugo". O casal teve dois filhos:
- Felipe de Marichalar e Bourbon, nascido em 17 de julho de 1998, em Madrid
- Victoria de Marichalar e Bourbon, nascida em 9 de setembro de 2000, em Madrid

Ambos possuem o título Grande de Espanha e o tratamento de Excelência.

### Separação e divórcio
No dia 13 de novembro de 2007, a casa real anunciou a separação da infanta Elena e de Jaime de Marichalar, mas salientou que não era definitiva e que o duque e a duquesa de Lugo decidiram encerrar temporariamente sua convivência em mútuo acordo. Já circulavam rumores de que o casamento não ia bem nos últimos meses.
A infanta mudou-se para uma outra residência, próxima à que constituiu com seu marido.
Divorciou-se em 21 de janeiro de 2010.

## Deveres reais
Elena de Bourbon começou a realizar seus deveres como membro da família real ao completar a maioridade.
A 13 de Outubro de 1991, foi agraciada com a Grã-Cruz da Ordem Militar de Cristo de Portugal e a 23 de Agosto de 1996 foi agraciada com a Grã-Cruz da Ordem do Infante D. Henrique de Portugal.
Ela costuma viajar oficialmente a vários países, tais como Estados Unidos, Argentina, Japão e Filipinas, onde tem presidido várias organizações ligadas à educação e à cultura de Espanha. Chegou a fundar um canal de televisão em língua castelhana em Manila.
Uma ávida praticante de hipismo, esqui, vela e natação, a infanta Elena é presidente de honra do Comité Paraolímpico Espanhol e preocupa-se com as atividades esportistas para deficientes físicos. Além disso, é presidente de honra da Fundação Anti-SIDA de Espanha (FASE).

## Títulos

Timbre real da infanta Elena.

- 1963 - 1995: Sua Alteza Real a infanta Dona Elena de Espanha
- 1995 - presente: Sua Alteza Real a infanta Dona Elena, Duquesa de Lugo

## Condecorações
- Ordem de Isabel a Católica
- Ordem de Santo Olavo